# Bồi tụng
Bồi tụng (陪從) là chức Phó Tể tướng thay cho tên gọi Tham tri Chính sự (參知政事) bắt đầu từ thời Trịnh Tùng cho đến thời Trịnh Tông.
Năm 1601, Trịnh Tùng đặt thêm chức Bồi tụng đảm đương trọng trách trong phủ Chúa dưới Tham tụng. Nghĩa là Phó Tể tướng thay cho tên gọi Tham tri Chính sự với mục đích thâu quyền lực về Phủ chúa và những chức vụ của cung vua chỉ mang tính hư hàm không có thực quyền.
Dưới quyền Tham tụng và Bồi tụng chúa Trịnh đặt thêm các Phiên, tương đương với các Bộ bên cung vua. Ban đầu chỉ có 3 Phiên là Bộ phiên, Binh phiên và Thủy sư phiên nhằm đáp ứng nhu cầu quản trị của chúa Trịnh trong thời kỳ đầu. Quyền lực của Tham tụng và Bồi tụng rất lớn được gọi là quan Phủ liêu.

## Một số Bồi tụng nổi tiếng
Nguyễn Khả Trạc (阮可濯, 1598 - 1672): Tiến sĩ khoa thi năm 1631
Nguyễn Quốc Trinh (阮國楨, 1624-1674): Trạng nguyên khoa thi năm 1659
Nguyễn Quý Ân (阮貴? 1673 - 1722): Hoàng giáp năm 1715
Nguyễn Bá Lân (阮伯麟, 1700 - 1785): Tiến sĩ năm 1731